# Owada Masashi
Masashi Owada (sinh ngày 28 tháng 7 năm 1981) là một cầu thủ bóng đá người Nhật Bản.

## Sự nghiệp câu lạc bộ
Masashi Owada đã từng chơi cho Mito HollyHock và Tochigi SC.